# Njuhe
Njuhe är ett samhälle i Bosnien och Hercegovina.   Det ligger i entiteten Federationen Bosnien och Hercegovina, i den sydöstra delen av landet, 50 km sydost om huvudstaden Sarajevo. Njuhe ligger 408 meter över havet och antalet invånare är 136.
Terrängen runt Njuhe är huvudsakligen kuperad, men österut är den bergig. Njuhe ligger nere i en dal. Närmaste större samhälle är Goražde, 15,8 km nordost om Njuhe. 
Omgivningarna runt Njuhe är en mosaik av jordbruksmark och naturlig växtlighet. Runt Njuhe är det ganska tätbefolkat, med 70 invånare per kvadratkilometer.